# 카스티야

카스티야의 영역

카스티야(스페인어: Castilla)는 스페인 중부의 역사적인 지역명이다. 이 지명의 유래에는 성(castillo)의 지방이라는 뜻이 담겨있다. 중세 카스티야 왕국에 속하는 지역의 중심부를 가리킨다. 지방행정구역으로서의 '카스티야'는 존재하지 않지만, 카스티야이레온, 카스티야라만차 2곳의 자치 지방에 '카스티야'의 명칭이 사용되고 있다.

## 역사

### 카스티야 왕국
카스티야는 원래는 칸타브리아의 남쪽, 부르고스를 중심으로하는 지역을 가리켰다. 9세기 이후 레온 왕국의 레콩키스타의 최전선이 된 지역이므로, 무슬림에 대항하여 성(카스)가 많이 지어졌으며 이에 따라 카스티야의 명칭이 생겼다고 한다.

### 구카스티야와 신카스티야
카스티야는 전통적으로 북부의 구카스티야(카스티야라비에하)과 남부의 신카스티야(카스티야라누에바)으로 나뉜다. 구카스티야는 10세기에 카스티야 백작령이 놓인 지역을 중심으로 하며, 신카스티야는 11세기에 알폰소 6세가 정복한 이슬람 톨레도 왕국의 영역이다.

## 언어
카스티야어(스페인어)가 이 지역에서 유래하였다.

## 같이 보기
- 반도 스페인어

- 카스티야 스페인어